# REEM
REEM fue una serie de prototipos de robots humanoides producidos por PAL Robotics en España.
El REEM-C, el último de los modelos, es un gran robot humanoide de 1,65 m con 44 grados de movilidad con movimeinto bípedo que le permite desplazarse a una velocidad de 1,4 km/h. Una completa gama de sensores (cámaras, ultrasonidos, láser, etc.) posibilitan que el robot pueda encontrar su camino de forma segura, evitando los obstáculos y las personas. REEM puede ser utilizado como un guía, actor, punto de información dinámica, para la vigilancia, la tele presencia, asistencia personal, o como una plataforma robótica para la investigación. El robot acepta comandos de voz y puede reconocer las caras.

## Modelos y características
| Modelo                 | REEM-A (2006)            | REEM-B (2008)                            | REEM (2010)             | REEM-C (2013)                         |
| Peso                   | 49 kg                    | 64 kg                                    | 90 kg                   | 80 kg                                 |
| Altura                 | 1.4 m                    | 1.47 m                                   | 1.70 m                  | 1.65 m                                |
| Tipo de desplazamiento | bípedo                   | bípedo                                   | con ruedas              | bípedo                                |
| Velocidad              | 1.5 km/h                 | 1.5 km/h                                 | 4 km/h                  | 1.4 km/h                              |
| Autonomía              | 90 minutos               | 120 minutos                              | 8 horas                 | 180 (andando) - 360 (standby) minutos |
| Degrees of Freedom     | 30                       | 41                                       | 22                      | 44                                    |
| Capacidad de carga     | 2 kg                     | 12 kg                                    | 6 kg                    | 10 kg                                 |
| CPU principal          | Intel Pentium M (1.6GHz) | Intel Core Duo (1.66GHz) Geode (500 MHz) | Intel Core 2 Duo + ATOM | Intel Core i7 2710QE x 2              |